# Alois Neuhold

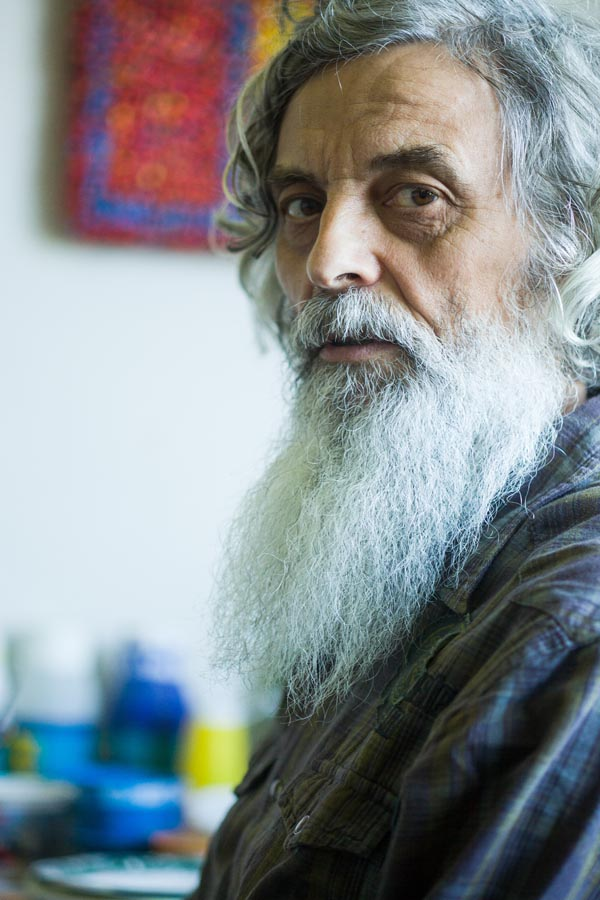
Alois Neuhold (2012)

Alois Neuhold (* 19. April 1951 in Eggersdorf bei Graz) ist ein zeitgenössischer Maler und Objektkünstler. Er signiert seine Werke mit Neuvalis.

## Leben und Bedeutung
Alois Neuhold studierte zunächst von 1970 bis 1976 katholische Theologie in Graz und wirkte anschließend als Priester in Göss (Gemeinde Leoben). Im Jahr 1978 begann er das Studium der Graphik an der Akademie der bildenden Künste Wien, das er im Jahr 1982 abschloss. Im Jahr 1979 wurde er vom Priesteramt suspendiert, nachdem er sich nicht an den Zölibat gehalten hatte und sogar Vater geworden war.
1986 wurde er mit dem Kunstförderungspreis der Stadt Graz ausgezeichnet, ein Jahr später veröffentlichte er als Manifest I „Adwänd, Adwänd, die Hirschkuh brennt“ und in den Jahren 2011/2012 als Manifest II „Weit hinter den Welthintertüren: Bildgruben gegen die Überschnelle – gegen Zeitverdünnung und Größenwahn – Leibwärtspfade – Erdwärtsbilder – Narrenkappen für das Heilige“. Beide Manifeste können als Kommentare zu seinem künstlerischen Werk aufgefasst werden.
Das umfassende Werk Neuholds lässt sich aufgrund seiner Eigenständigkeit nur mit Mühe einer Schule oder Richtung zuordnen. Nach Abschluss des Studiums an der Akademie der bildenden Künste fand er Anschluss an die „Neue Malerei“ und beteiligte sich an maßgeblichen Ausstellungen, sodass sein Werk auch in den darauffolgenden Jahren dieser Richtung zugeordnet wurde. Neuholds Schaffen bewegt sich auf unterschiedlichen Gebieten: Malerei auf verschiedenen Bildträgern, Druckgrafiken vor allem in den frühen 80er-Jahren, Zeichnungen und Tuschearbeiten, Reliefbilder seit 1983 und schließlich plastische Bilder und Interventionen im öffentlichen Raum. Über weite Strecken seines Werkes ist es für Neuhold kennzeichnend, dass er Malerei und plastisches Arbeiten miteinander verbindet.
Neuhold bezeichnet sein künstlerisches Tun als „Verdichtung auf kleinstem Raum“, „Energiebündelung“, „Farbverdichtung“, und als „Leibwerdung des Lichtes“.
Alois Neuhold lebt und arbeitet in Sankt Georgen an der Stiefing, Steiermark.

## Einzelausstellungen (Auswahl)

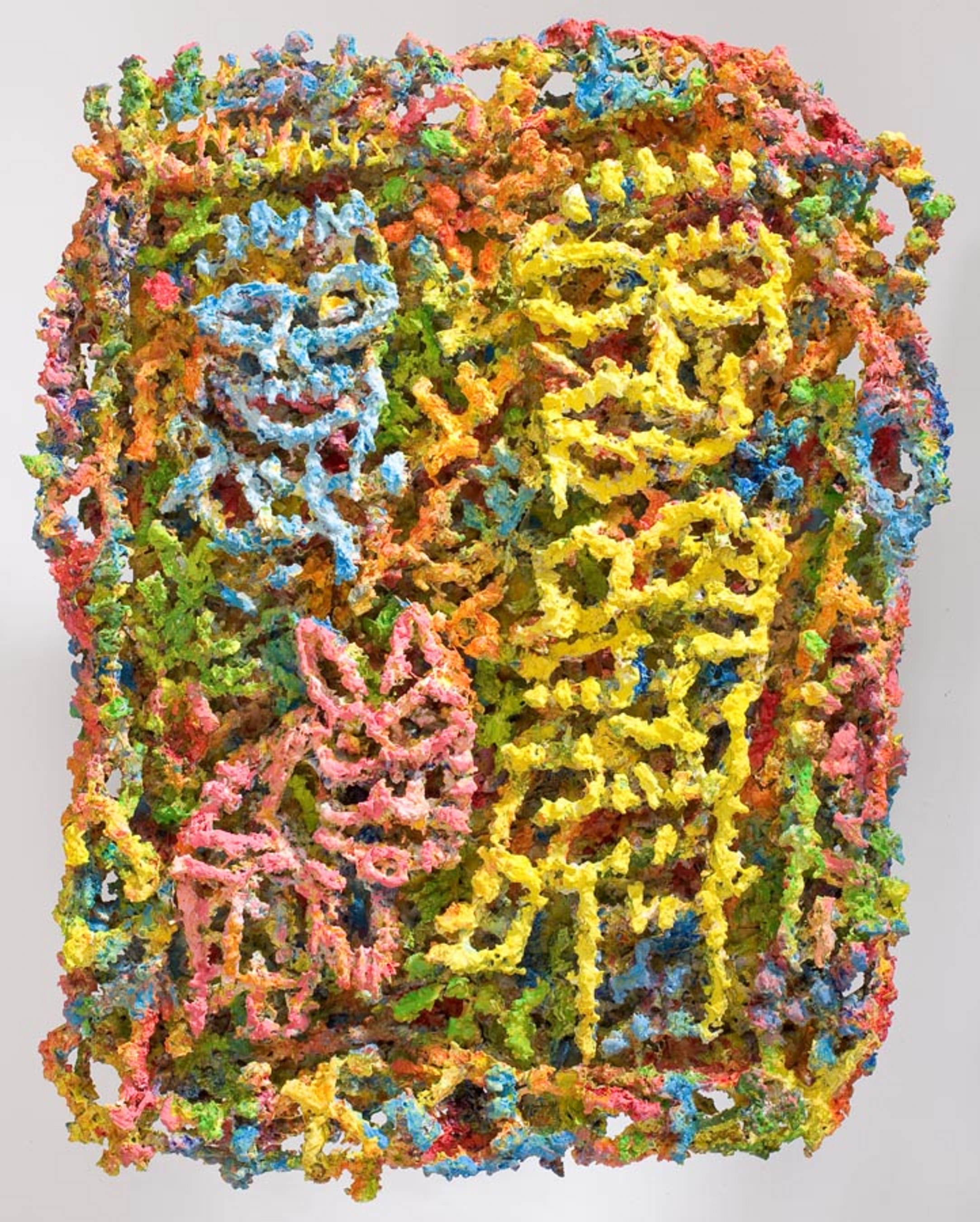
Das Lied vom Modersüßlein oder: Mitten im Leben schmeckt der Tod nach Dir. Acryl, Sägemehl, Holz, Karton 1988

- 1984: Wien, Galerie Ariadne, „Gut, daß niemand greist, daß ich Apfelbummel eiss“
- 1986: Wien, Galerie Ariadne, „Adwänd, Adwänd, die Hirschkuh brennt“
- 1987: Graz, Neue Galerie, „Die Brunnencelli Deiner Traurigkeit“
- 1994: Graz, Galerie Schafschetzy, „Der Wasserläuter von Fidel Mur“
- 1998: Graz, Galerie Schafschetzy, „Hoch vom Gamsbärt an wo der Farbpock schreit“
- 2001: Graz, Künstlerhaus, „Der Bilderspinner von St. Morgen“
- 2005: Graz, Kulturzentrum bei den Minoriten, „Wenn Dir die Welt einsteint“
- 2012: Graz, Kulturzentrum bei den Minoriten, „steirischer herbst 2012“. „Nicht von hier“, Retrospektive mit Katalogbuch[3]
- 2016: Graz, Hofgalerie im Steiermarkhof „Von Angesicht zu Angesicht – Gegenbilder zur flimmerschnellen Bilderschwemme mit ihren verhüllenden Wohlstandsgesichtern: Antlitz – Augen-Blicke – angeblickt werden“[4]
- 2020, Graz, Kulturzentrum bei den Minoriten, „Innergärten und Trotzdemblüten – Verstreute Blütenblätter aus dem Gartenbuch eines verlorenen Paradieses“
- 2021, Feldbach, Kunsthalle Feldbach, „Blumensstein und Blütenporzellan“

## Ausstellungsbeteiligungen (Auswahl)

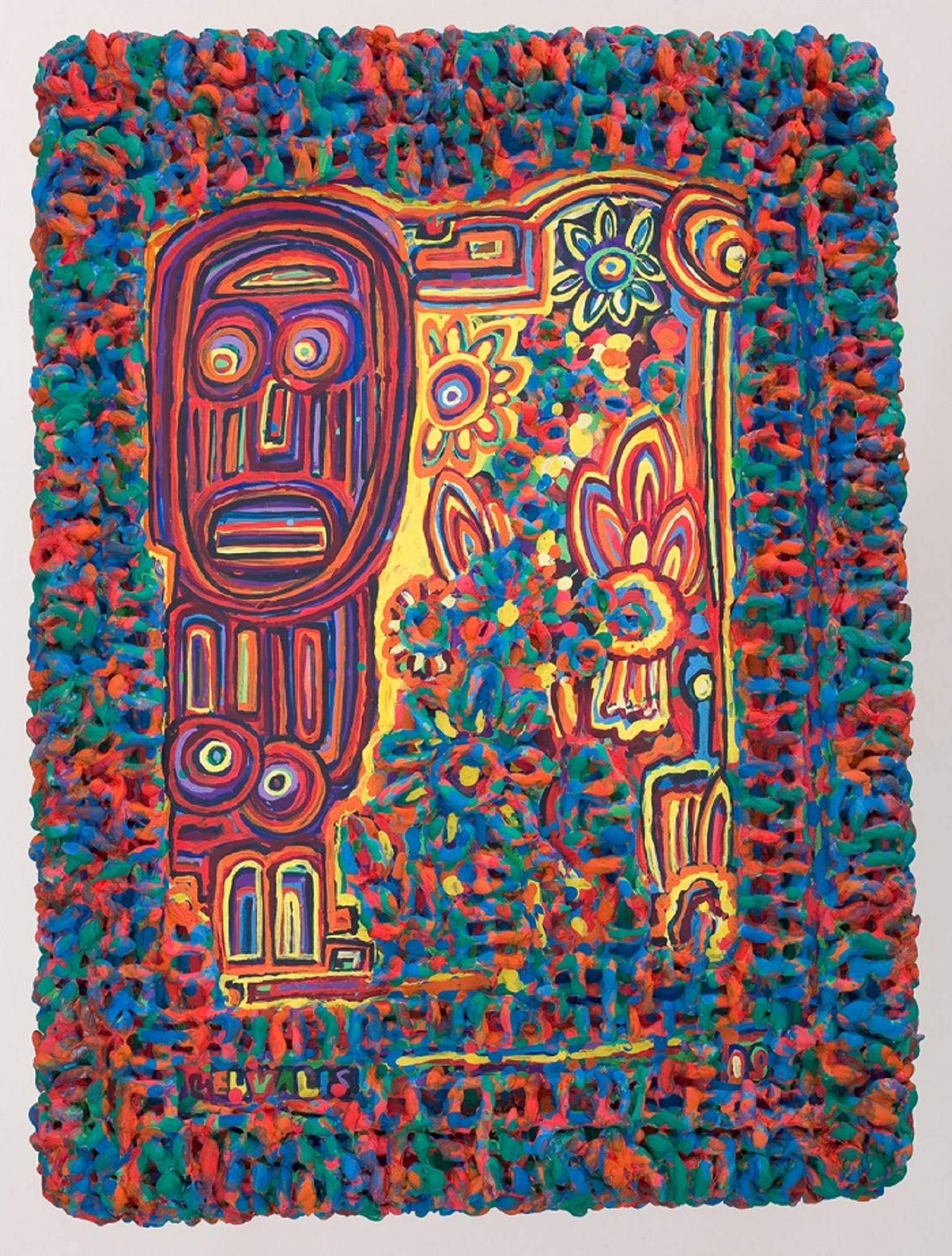
Sonnenschellenmensch sammelt Sonnenstrahlenschellen schnell. Acryl, Karton, 2009

- 1981: Graz, Neue Galerie, „Neue Malerei in Österreich II“
- 1983 – 1988: „Junge Künstler aus der Steiermark“ (Bohatsch, Brandl, Klinkan, Mosbacher, Neuhold, Priesch, Schmalix, Wiedner, Wurm), Wanderausstellung durch zahlreiche Länder Europas: I, DK, B, D, F, YU, L, TR, N, IRL, BG, DDR, P, E
- 1984: Graz, Neue Galerie und Künstlerhaus (steirischer herbst); Wien, Secession; Bochum, Kunstmuseum; „Neue Wege des plastischen Gestaltens in Österreich“
- 1985: Baden-Baden, 4. Biennale der Europäischen Graphik
Zagreb, Galerija grada Zagreba; Ljubljana, Moderna galerija; Beograd, Muzej savramene umetnosti Beograd; „Neue Kunst aus Österreich“
- 2015: Graz, Kulturzentrum bei den Minoriten, „reliqte reloaded: Zum Erbe christlicher Bildwelten heute“. Neuholds Beitrag: „Aus dem Küchenschrank Gottes – Unnützbarkeitsgefäße für die Nützbarkeit einer himmlischen Hochzeit“[5]
- 2017: Graz, Kulturzentrum bei den Minoriten, „VULGATA, 77 Zugriffe auf die Bibel“[6]
- 2018: Graz, Kunsthaus, „Glaube Liebe Hoffnung“
- 2019, Mainz, Dommuseum,
- 2022, Graz, Kulturzentrum bei den Minoriten, DE PROPAGANDA FIDE

## Öffentliche Aufträge (Auswahl)
- 1991 – 1993: Kapelle Dörfla, 8 Betonglasfenster, Altarwand mit Kreuz, gesamte Innengestaltung
- 1996 – 1997: Kapelle LKH Fürstenfeld, 2 Betonglasfenster, Tabernakel, Kreuz, Leuchter, großes Wandfries

## Literatur (Auswahl)

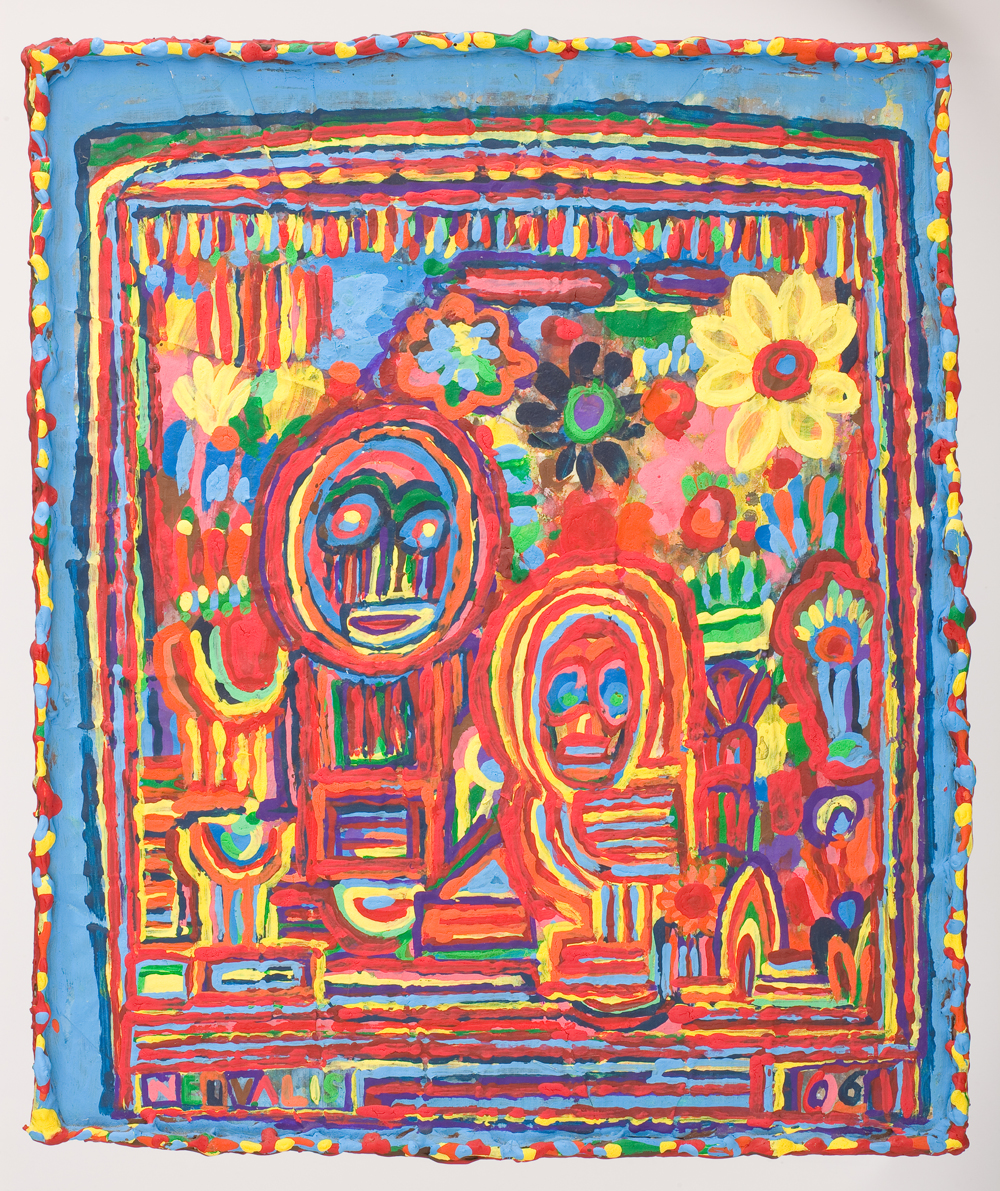
Rotröckchen und Orangenrotgelbchen im Zauberrotgärtchen. Acryl, Karton, 2006

## Zitate

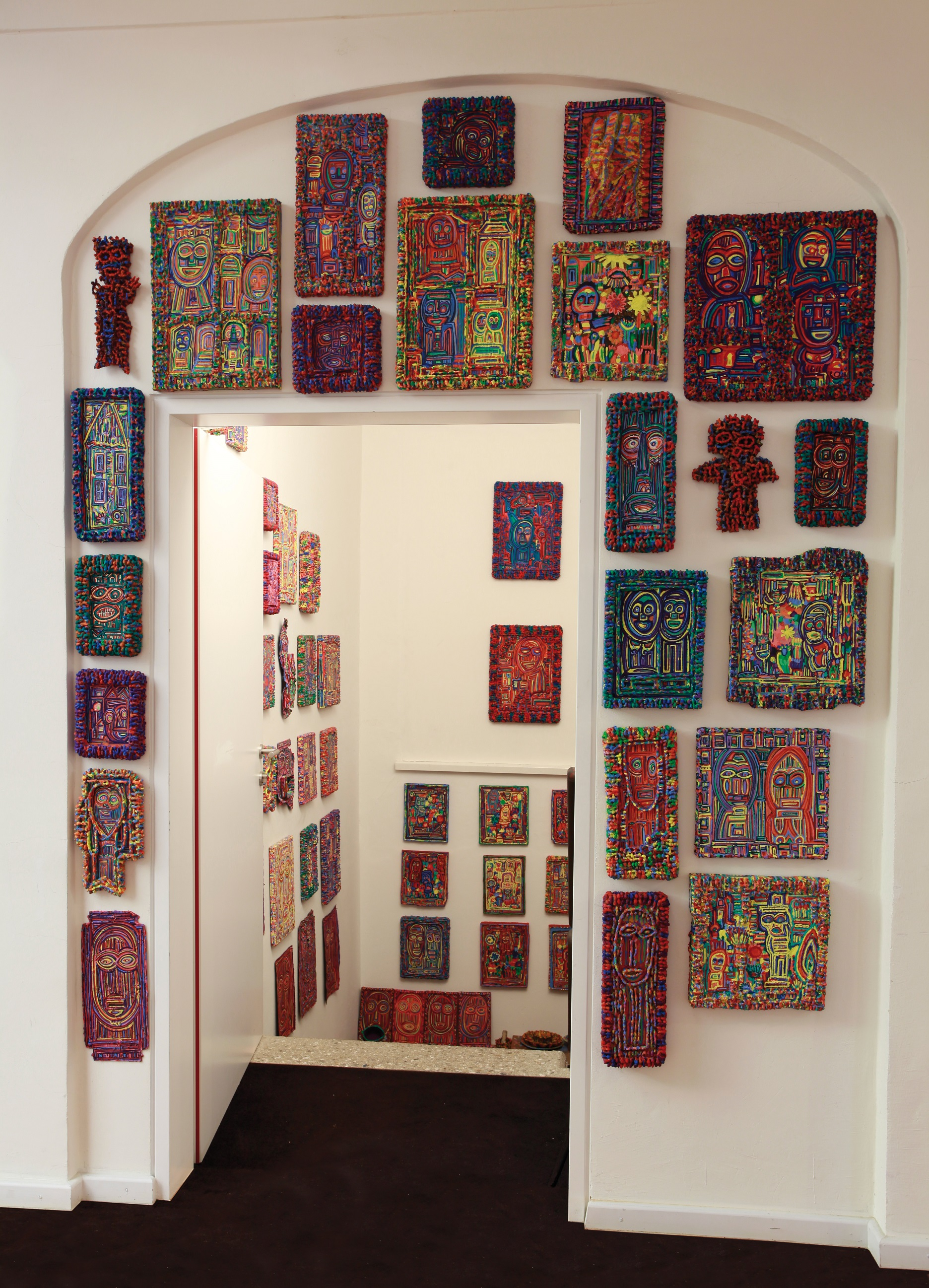
Bildportal mit Bildkapelle zur Bildabstiegsabwelt. Installation im Kulturzentrum bei den Minoriten, steirischer herbst, Graz, 2012

„Ja, wie Brot müssen sie geknetet werden, die Bildleiber, die Laibbilder. Ja, sie müssen Leiber werden, lebendige Laibe, richtige Leiber, Faunlämmerleiber mit Adergestrüpp und Seelenkostüm...“

„Er hat das Kleine und Kleinste, das Vernachlässigste gewählt. Im Kleinen sind alle Wunder, ist alle Größe enthalten. Das Großmannssüchtige hat unsere Welt verwüstet, unsere Augen verklebt, die Erde erschöpft und den Himmel, die Weite verstellt…“

„Ich passe in keine Schubladen, in keine Kunst- und Konfessionsschachteln. Vor den Geheimniskammern und Mysterienschreinen des Lebens zerbersten alle Läden und Schachtelungen. Ich sitze am Grund. Neben mir die Kernkathedralen des Unfassbaren...“

„Mein Bild-Schöpfen ist eine kultische Handlung... Ich hinterfrage die Truhen des Herkömmlich-Sakralen...Ich sehe das Heilige in allen Dingen. Ihnen baue ich Kapellen und Schreine. Meine Bilder sind heilige Schreine.“

„Im Bild so verzweigend vorgehen, wie es Pflanzen tun, Zelle um Zelle, Zweig um Zweig...Das Bild ein Lebewesen, das wirklich lebt...“